# Assemblée générale de l'Union astronomique internationale de 1997
23e assemblée générale de l'Union astronomique internationale
La 23e assemblée générale de l'Union astronomique internationale s'est tenue en août 1997 à Kyoto, au Japon.